# Гніда масть

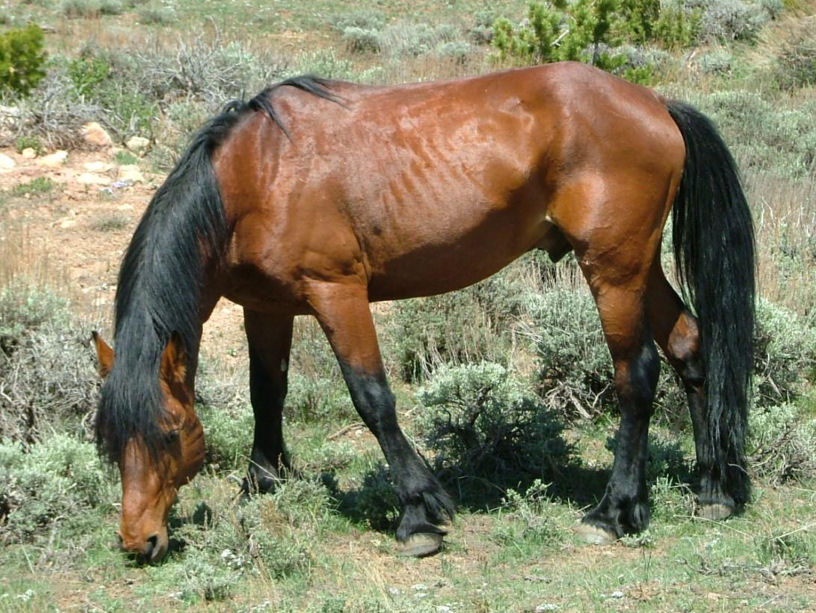
Гнідий кінь.

Гнід́а масть — одна з основних мастей коней, що характеризується наявністю одразу двох типів пігментів, це меланіни еумеланін (відповідає за чорний колір шерсті та волосся) та феомеланін (відповідає за руде забарвлення). Гніді лошата зазвичай народжуються зі світлою шерстю на ногах, животі й іноді світлим захисним волоссям (явище підласості у лошат), що згодом змінюється на звичний темний та насичений колір гнідої масті.

## Опис

### Головні ознаки
- Усі відтінки рудого на тілі коня, що визначається дією пігменту феомеланіну, окрім «чорних міток».
- Чорні мітки — ділянки чорного кольору, що виникли завдяки дії еумеланіну. До чорних міток відносять наступні області: нижня частина ніг (від копита до зап'ястя і скакального суглоба, іноді вище), захисне волосся (грива та хвіст), кромка вуха.
- Іноді можна помітити домішку чорного волосся на тулубі.

### Відтінки гнідої масті
Відтінки — лише візуальна характеристика масті коней, що не має генетичного підпорядкування, оскільки відтінок однієї і тої самої масті може суттєво змінюватися під впливом навколишнього середовища та на різних стадіях розвитку організму (впродовж життя коня). Виділяють наступні відтінки гнідої масті коней:

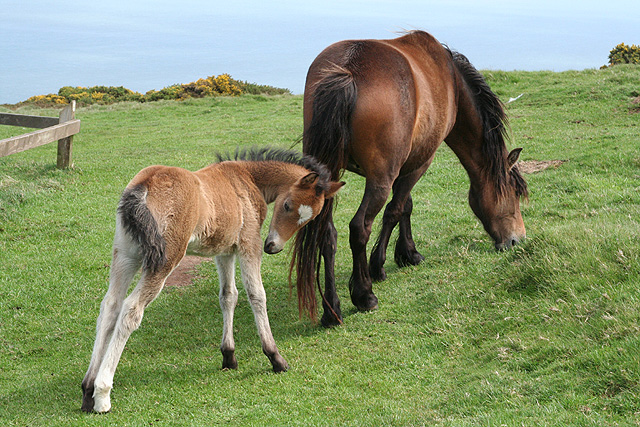
Гніда кобила з гнідим лошам.

- Світло-гніда (гнідо-підласа, дика гніда)
- Гніда (типова гніда, вишнево-гніда)
- Темно-гніда (вугільно-гніда, гніда в яблука)
- Каракова

## Поширення
Гніда масть є однією з найпоширеніших мастей коней. Для деяких порід вона є єдиною (клівлендський гнідий), деякі породи коней виводилися без гнідої масті (фризький, хафлінгський, першерон, донський та інші). На території України гніда масть та її похідні є в наступних породах: арабська, чистокровна верхова, українська верхова, гуцульська, торійська, російська рисиста, орловська рисиста, деяких інших породах та у безпородних коней.

## Ген Agouti
За гніду масть головним чином відповідає ген Agouti. Цей ген контролює розподіл чорного пігменту еумеланіну, що може бути рівномірно розподілений або розподілений відповідно до «чорних міток» на тілі коня. Немає фенотипової різниці між домінантною парою алелей Agouti (АА) та гетерозиготою (Аа), адже обидві пари відповідають за точковий розподіл чорного пігменту. Лише тоді, коли ген гнідої масті знаходиться в рецесивно-гомозиготному стані (aa), чорний пігмент розподілений рівномірно по тілу. Для роботи гену Agouti необхідна наявність чорного пігменту, за синтез якого відповідає домінантна алель гену Extension («Е» алель, що відповідає за ворону масть). Проте це не відміняє того факту, що руді коні (рецесивно-гомозиготні (ее) по гену Extension) можуть бути носіями гену гнідої масті, саме тому селекціонер має перевірити генотипи коней задля отримання позитивного результату у вигляді бажаної масті лошати.

## Символізм
У гнідої масті не лише давня історія, а й особливе значення. Стародавні кочівники коричневих коней з чорними гривою, хвостом і ногами асоціювали з вогнем, гаром, гнідом і кіптявою. У латинській мові для опису таких коней використовували слово «nidor», яке трансформувалося в «гнідор». І досі в розмовній формі використовують зменшувально-пестливі форми гнідої масті: гніденький, гнідесенький.
«Гнідий форкав і тупав передніми ногами, збиваючи воду, що лоскотала йому черево» (І. Білик).
«Через скільки часу дорогою під горою показався гнідий ситий кінь і зелений возок» (П. Мирний).
«Гнідий кінь стріпує гривою і хвостом, відганяючи мух та ґедзів, і скриплять немащені колеса» (Є. Гуцало).
«На ранок на возі в соломі, поруч з ворочком сиру та кількома головками капусти, лежав зв'язаний в ногах та крилах Рудько, а гнідий кінь, крутячи хвостом, ніс його в невідому далечінь» (О. Ольжич).
«Аж диво брало, звідки така повороткість і жвавість у перетовщеного Какори, під яким аж угинався могутній гнідий жеребець» (П. Загребельний).
«Потім ще двоє коней — буланий і гнідий» (І. Багряний).

Коні гнідої масті в живописі.
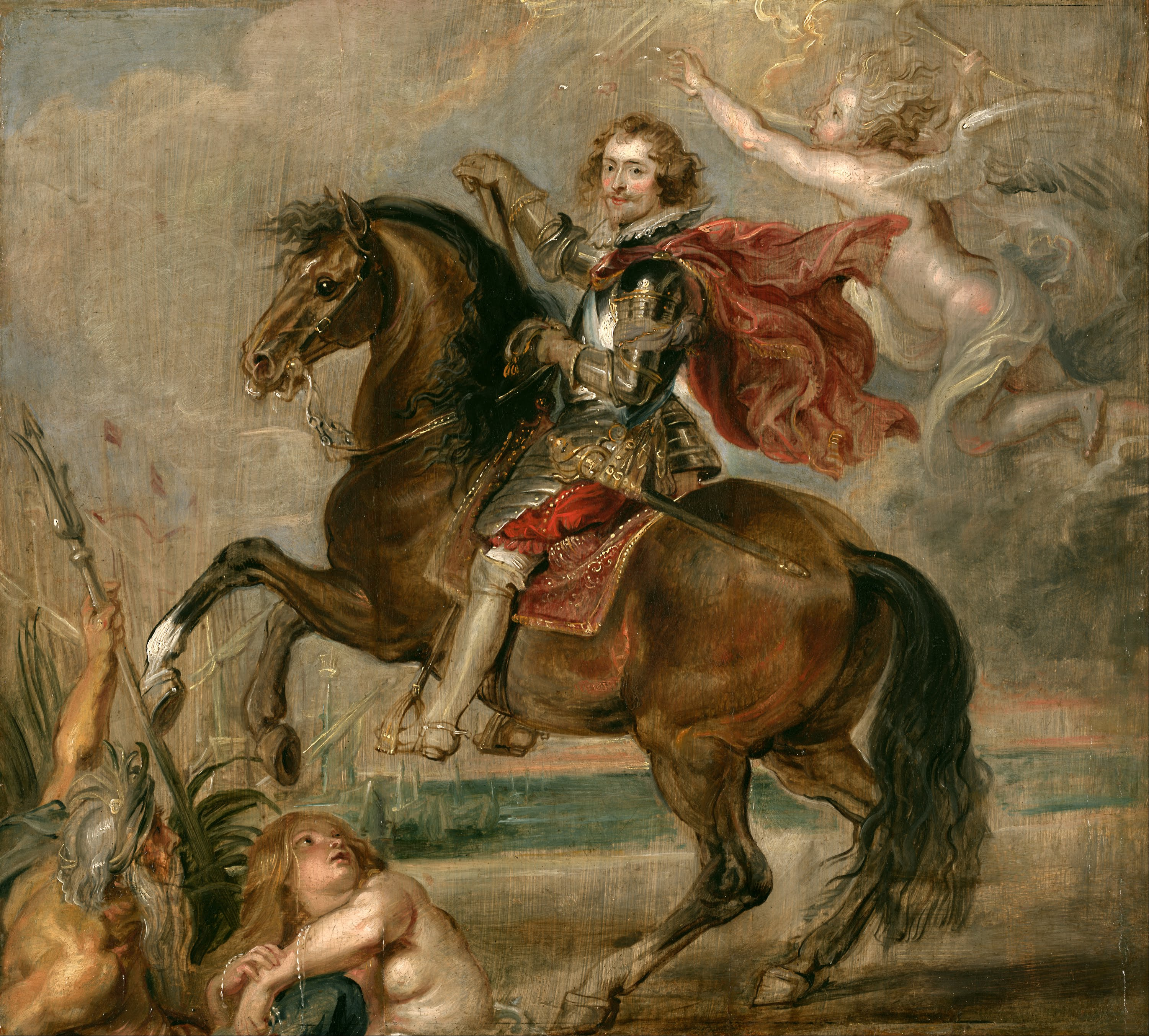
Кінний портрет герцога Букінгемського, 1625, Пітер Пауль Рубенс.
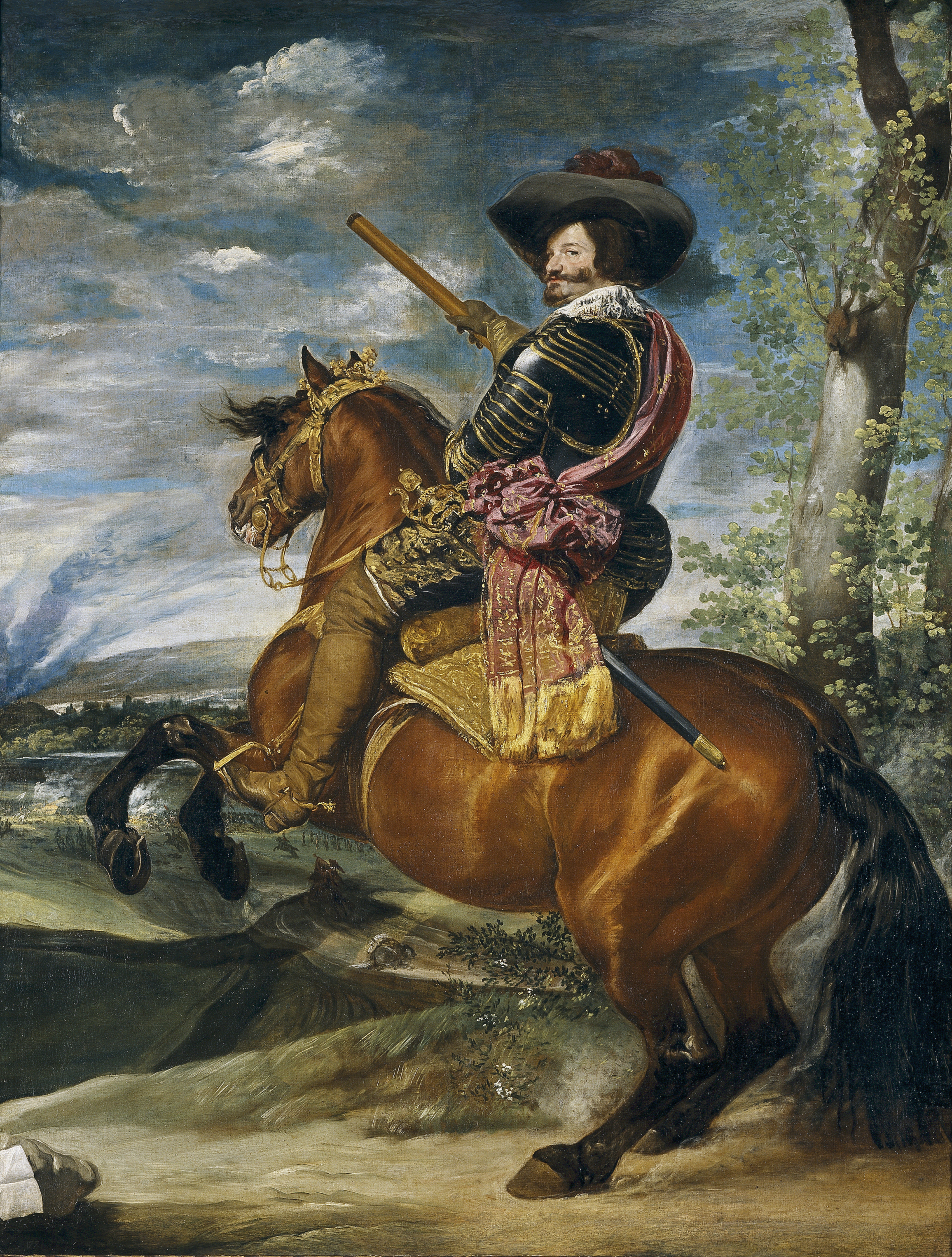
Кінний портрет графа-герцога Олівареса, 1636, Дієго Веласкес.
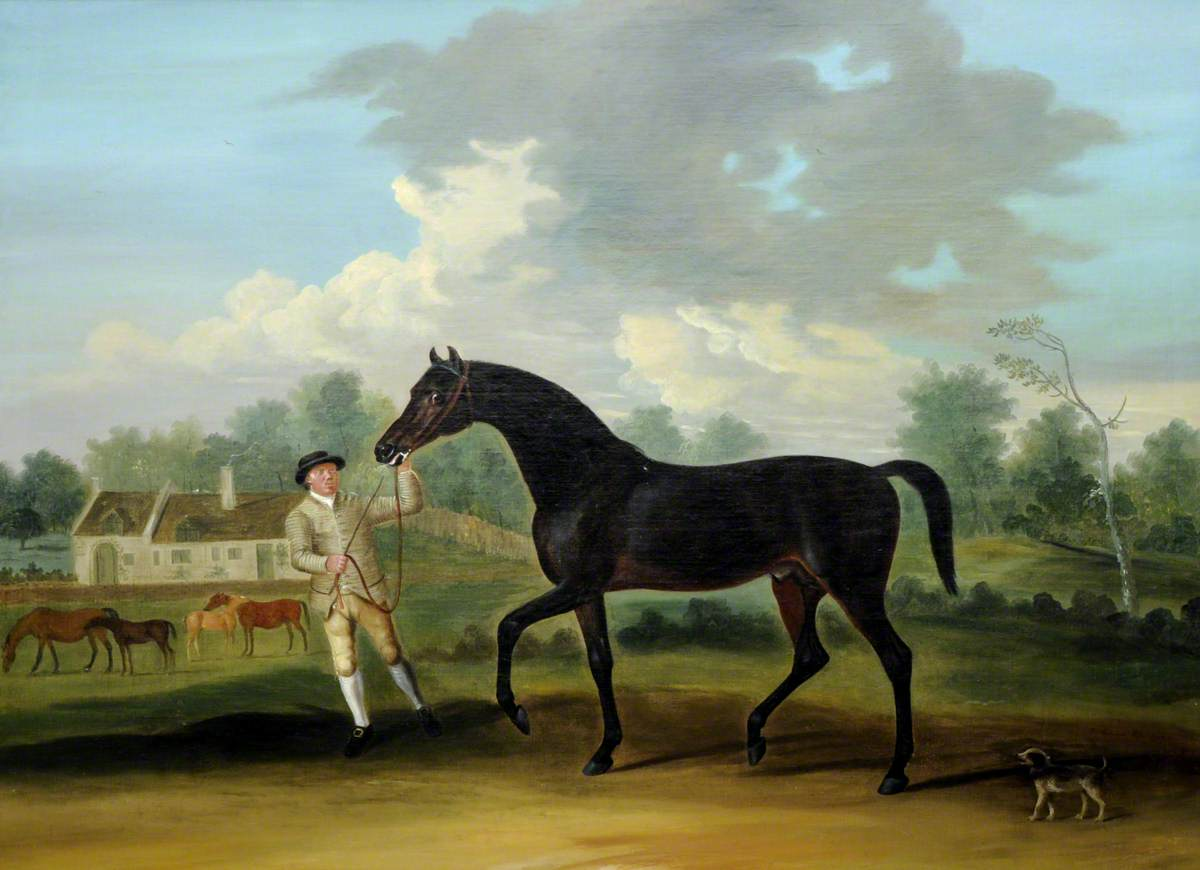
Гнідий кінь з грумом та іншими кіньми, 18-19 ст., англійський живописець Джон Ност Сарторіус.
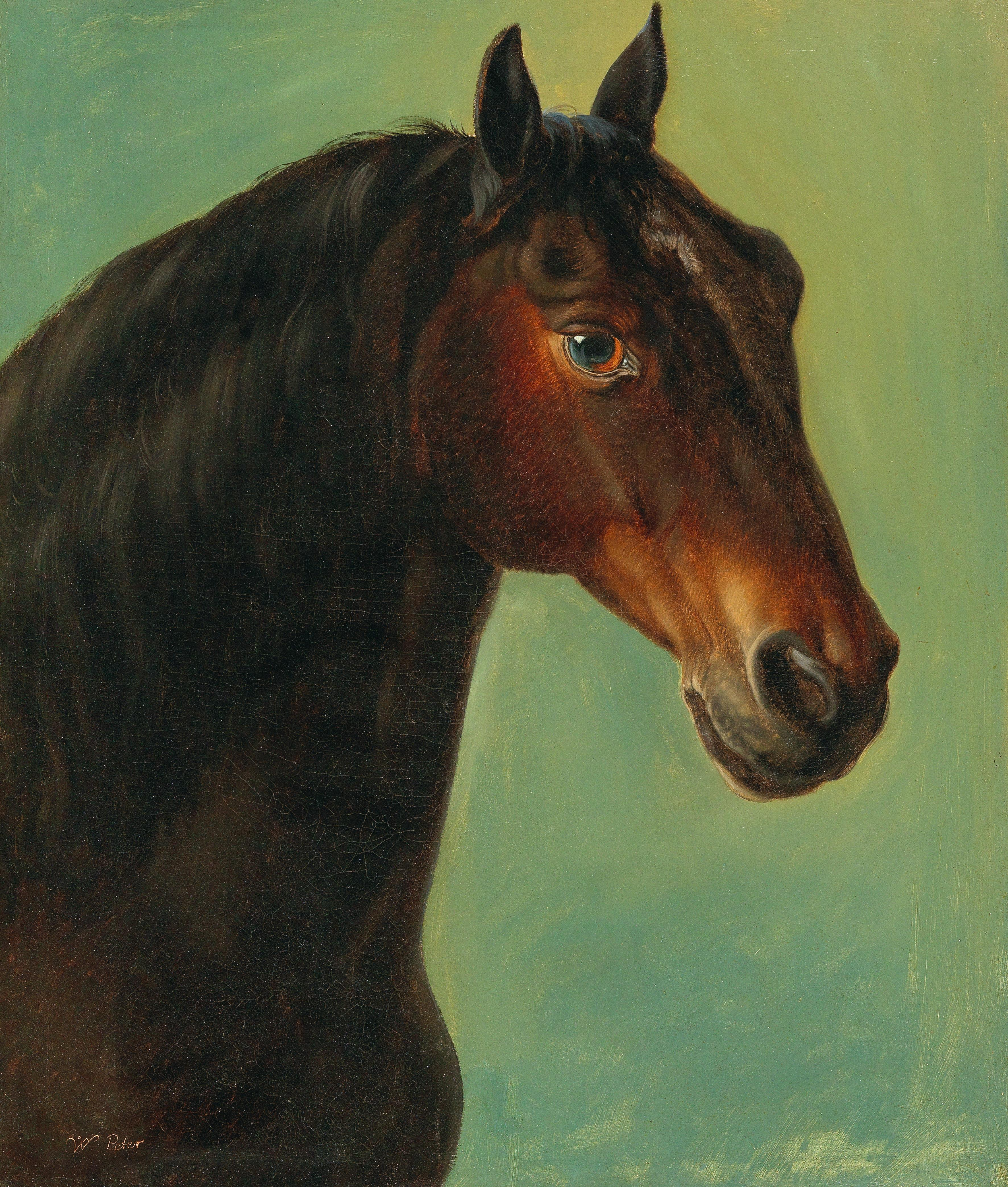
Голова гнідого коня, 18-19 ст., Йоганн Венцель Пітер.
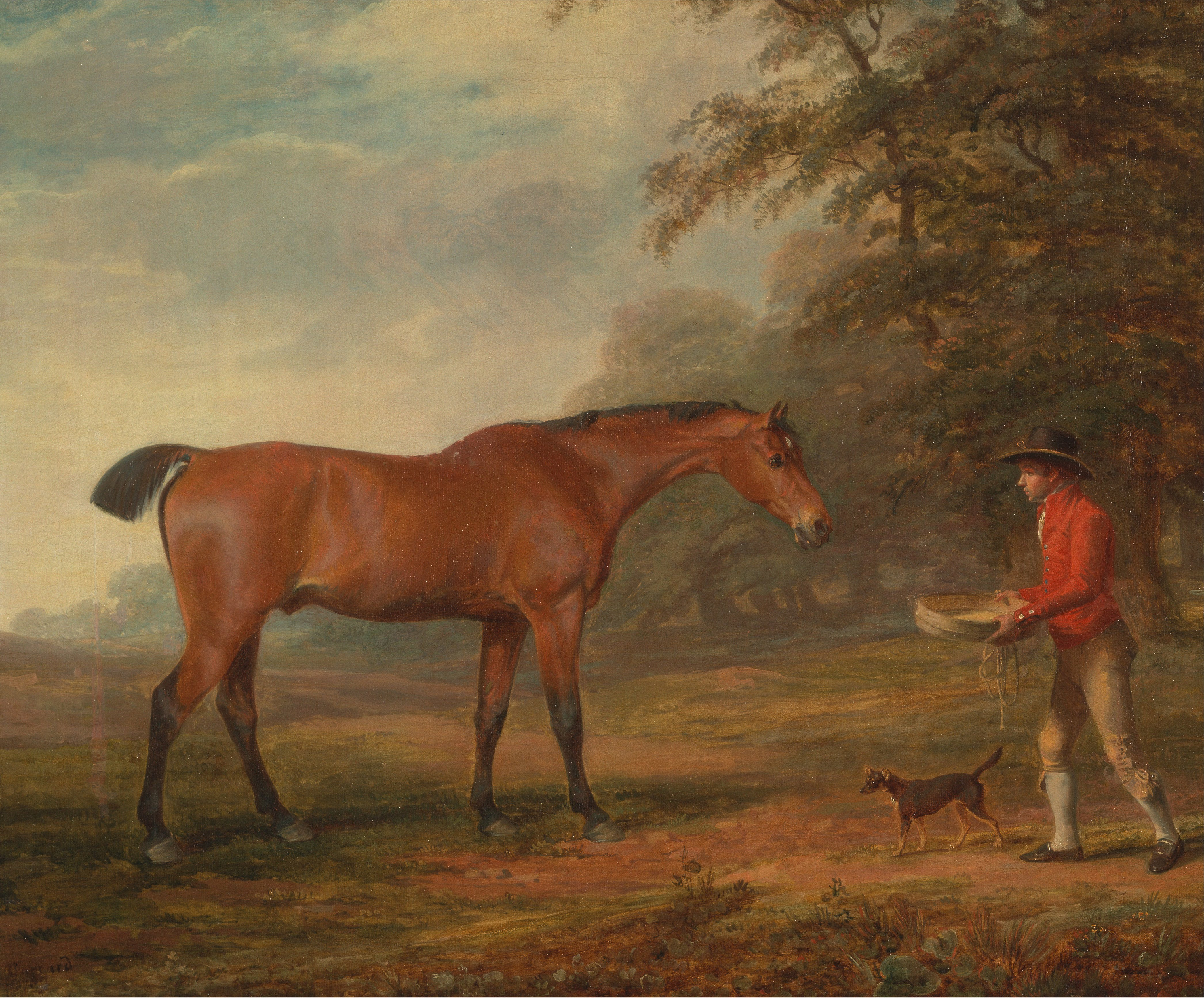
Гнідий кінь з грумом, 1789, англійський живописець Джордж Гаррард.
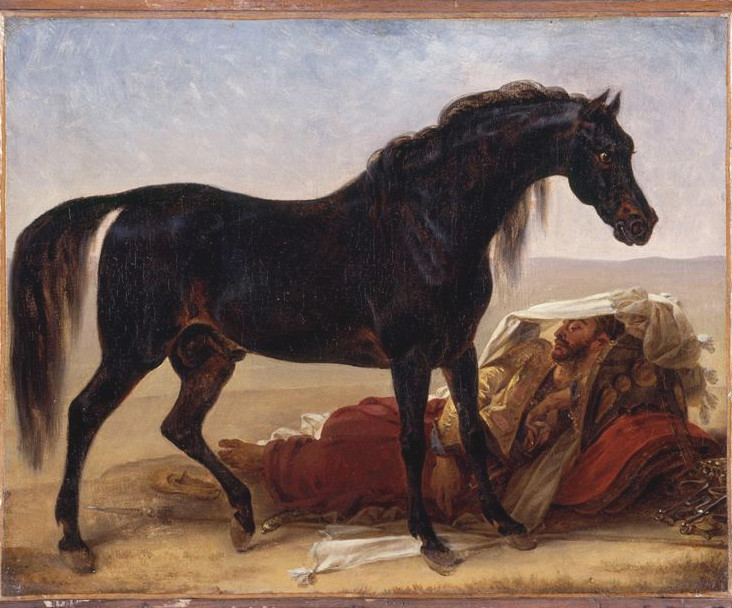
Арабський кінь або араб і його коник, 1817, Антуан-Жан Гро.
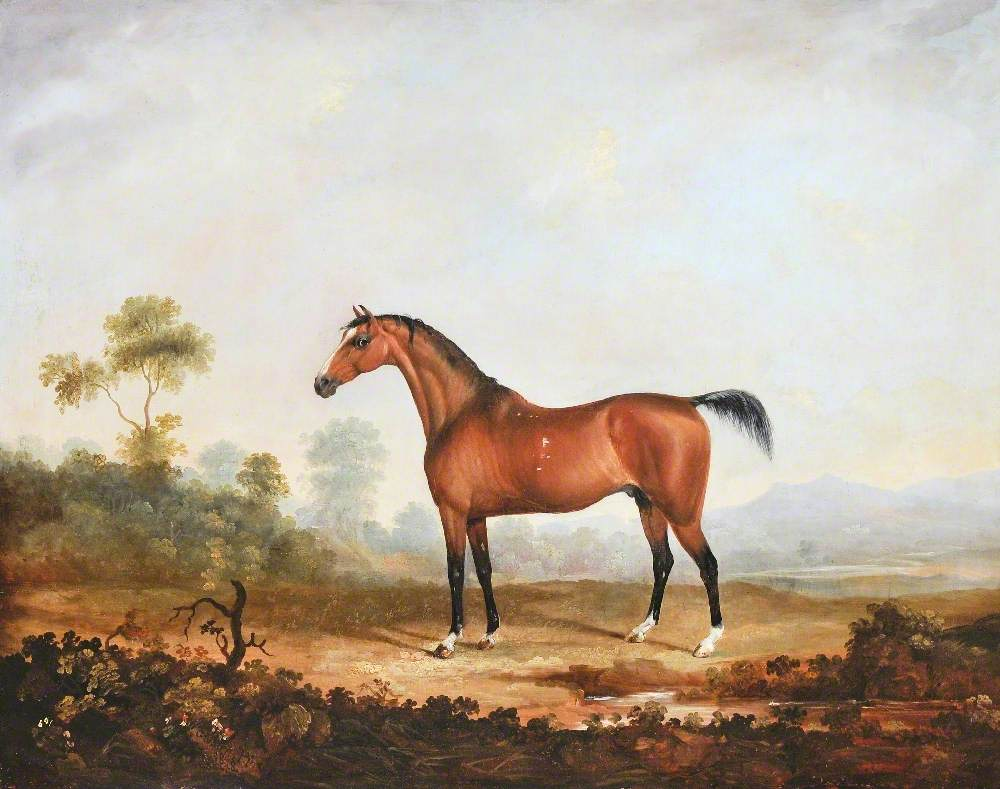
Кінь лорда Енглсі "Козак", 1828, ірландський живописець Джордж Нерн.
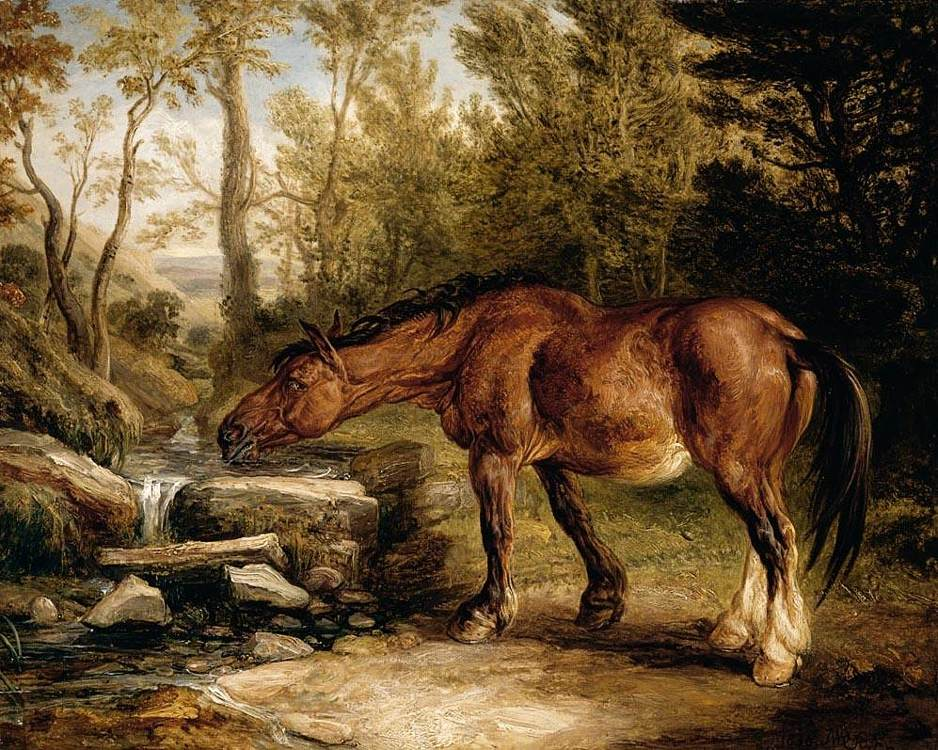
Кінь, що п'є зі струмка, 1838, британський живописець Джеймс Ворд.
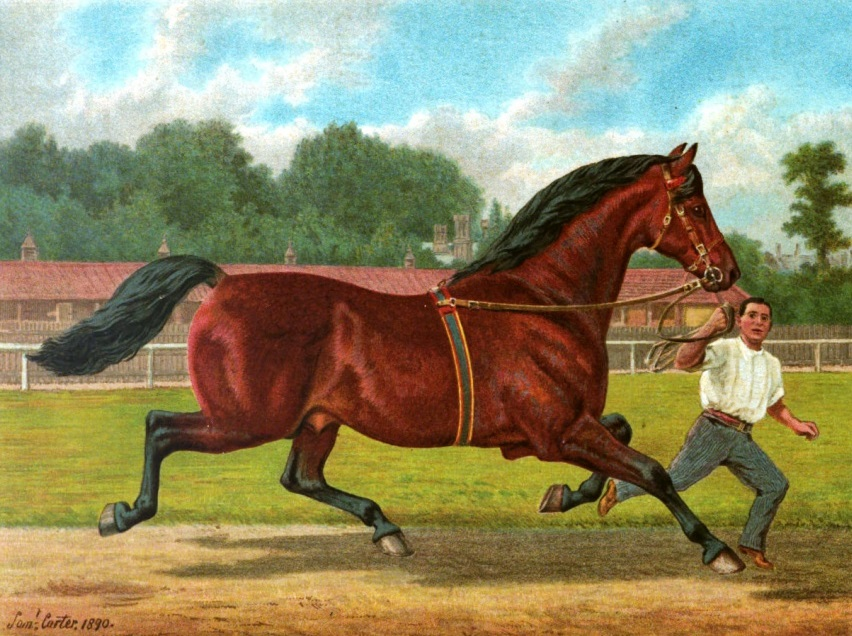
Кінь клівлендської гнідої породи, 1890, британський художник Семюел Джон Картер.
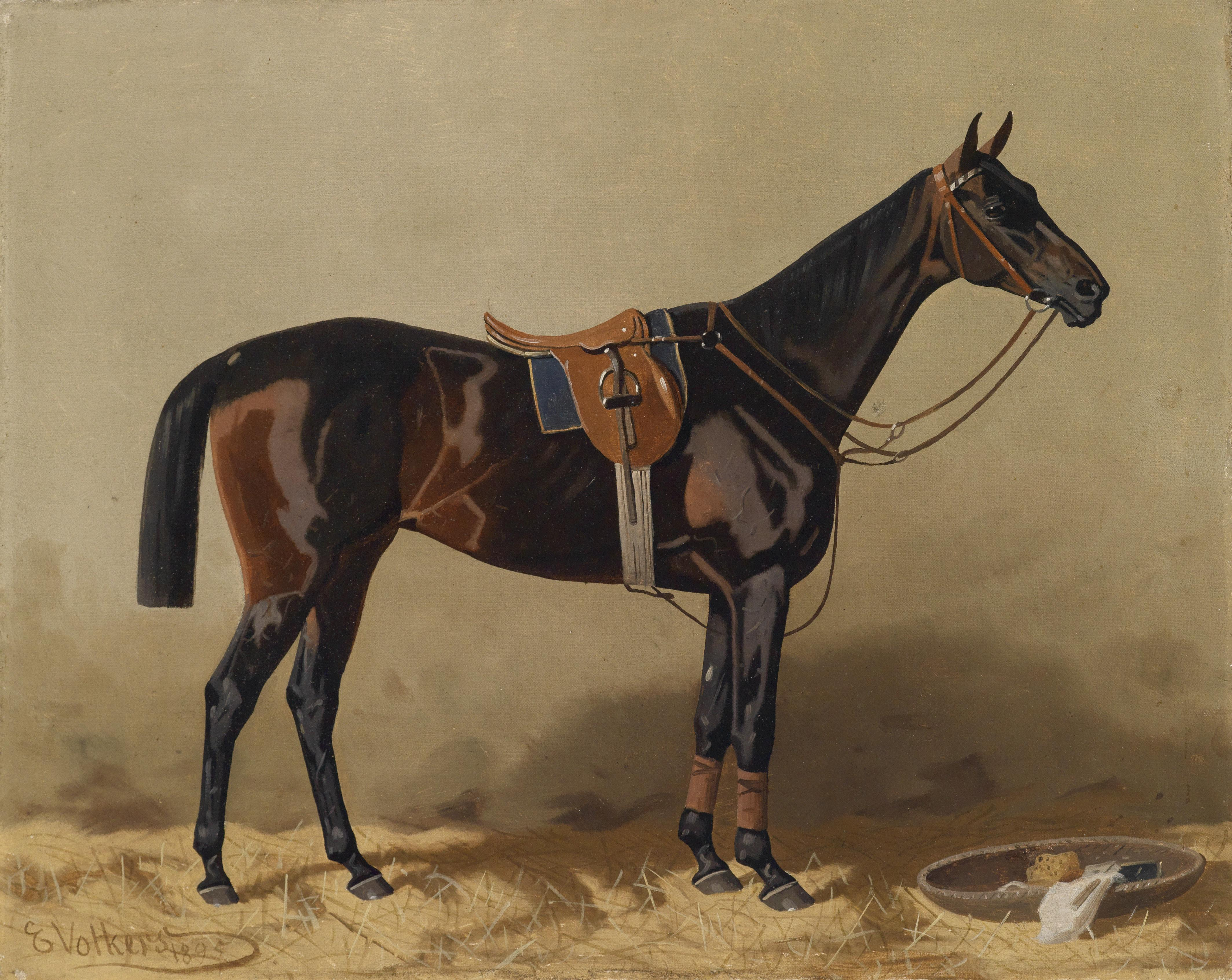
Посідланий спортивний кінь, 1896, німецький художник Еміль Волкерс.